# 魔法门之英雄无敌III：死亡阴影
《魔法门之英雄无敌III：死亡阴影》是回合制策略游戏《魔法门之英雄无敌III》的第二部资料片。它由New World Computing开发于Windows平台，由3DO公司发行于2000年。《魔法门之英雄无敌III：死亡阴影》是一部包含了原始游戏的独立资料片。

## 游戏改进
《死亡阴影》包含了有增加了新设置的六个新战役。这部资料片也包含了20件新的宝物、少量游戏平衡性的改变以及8种能提高英雄士气、运气和魔法的新地形设计。各阵营没有本质上的改变。另外，每个英雄都增加了一个佩戴宝物的空格，还有十种使用于冒险地图上的新传输方式。最主要的改变就是加入了“宝物合成”，即使用宝物来组成新的宝物。宝物的结合能极大的提升英雄的能力，特别表现在战役中。资料片还显著改善了地图编辑器，包括了新战役中出现的4个英雄——山德鲁、菲尼斯、约克和格鲁，以及其他的一些自定义选项。

### 末日之刃目录
《死亡阴影》可以独立于原版游戏——《英雄无敌III》的第一部资料片《末日之刃》而安装。而《末日之刃》里的新特性（比如元素城）则包含在《死亡阴影》中，但除非在游戏目录中安装《末日之刃》，这些特性是默认隐藏的。然而，游戏仅检查文件的存在：它并不校验文件目录。因而许多玩家发现只要创建具有相应正确文件名的空文件即可解锁《末日之刃》里的内容，而不必安装《末日之刃》。

## 故事情节
《死亡阴影》的战役故事可以看做是《埃拉西亚的光复》的前传。故事的发展围绕着在《魔法门之英雄无敌II》中登陆Antagarich大陆的亡灵巫师山德鲁而展开。山德鲁开始图谋十年前发现两个神秘而古老的亡灵宝物。他使用魔法把自己伪装成人类。
山德鲁首先说服了女巫珍妮和野蛮人肯洛-哈格为他寻找其中两块宝物，并以丰厚的回报作为悬赏。由于不知道山德鲁的真实意图，他们同意帮助山德鲁从其他亡灵手中夺回宝物。但是，一旦拿到宝物，山德鲁便扬长而去。他把碎片重新组合成了两块神器——鬼王斗篷和诅咒铠甲。
在拿到鬼王斗篷和诅咒铠甲后，山德鲁打败了他前巫师王埃里克的复仇军队，并向前到达了不死之地德珈。在那儿，他立了傀儡国王菲尼斯，在政治上完全控制了不死之地。从此，他开始了他征服整个大陆的计划。
一段时间后，由于对不死族的战争，珍妮、格鲁、约克和肯洛-哈格四位英雄联合起来，共同对付威胁。他们约定在Bragden平原见面，但遭到了山德鲁的袭击并被迫逃离。在他们组合之后，约克想起了天使联盟神剑。这支英雄的队伍决定找到它的组成部件并重组天使联盟。成功后，他们向德珈进发，偶遇了山德鲁的军队并击败了他。之后，格鲁成为了森林护卫队的下一任队长，就像《末日之刃》里叙述的情节一样。随着英雄们的分离，亡灵宝物也被拆成了碎片。
最终的奖励战役以山德鲁失败后为线索。亡灵族开始图谋第二次入侵，这一次他们把目标瞄准了埃拉西亚。在毒死了尼古拉斯·格里冯哈特国王的罗德·哈特的帮助下，组成了全德珈的尼贡和Kreegans的联合军队，以对抗人类领地。然而，他被自己所立下的傀儡国王菲尼斯所欺骗并把他关进了监狱。菲尼斯就是入侵埃拉西亚的人，这发生在《魔法门之英雄无敌III：埃拉西亚的光复》中。

## 评价
《死亡阴影》发行后获得了引起了激烈的反响，其中大部分是正面的。对其的正面评价主要是地图编辑器的改进以及不需要安装原版游戏，而批评者则认为除了单人游戏外游戏缺乏创新。
| 评价          | 评价   | 评价   |
| ------------- | ------ | ------ |
| Eurogamer     | 8/10   | 8/10   |
| Game Rankings | 79%    | 79%    |
| GameSpot      | 7.0/10 | 7.0/10 |
| GameSpy       | 87/100 | 87/100 |
| IGN           | 9.0/10 | 9.0/10 |
| MobyGames     | 76/100 | 76/100 |